# Фридрих фон Шеле
Фридрих Фрайхер фон Шеле (на немски: Friedrich Freiherr von Schele) е германски изследовател, офицер, генерал-лейтенант, последен губернатор на Германска Източна Африка (1893 – 1895).

## Биография

### Произход и военна кариера (1847 – 1894)
Роден е на 15 септември 1847 година в Берлин, Германия, в семейството на Вернер фон Шеле (1814 – 1869) и Мария Айхорн (1822 – 1861). През 1865 година завършва Пруския кадетски корпус с чин лейтенант и е назначен в 6-и Магдебургски драгунски полк. През 1875 година, вече с чин капитан е командир на ескадрон в 16-и Хановерски драгунски полк, а през 1884 година е вече майор. От 1887 до 1891 година е член на Генералния щаб на Германия.
През 1893 година е произведен в полковник и е назначен за губернатор на Германска Източна Африка и заема този пост до 1895 година. През това време той ръководи няколко военни действия срещу местните племена. За победата му над племето хехе, които се считат за най-важните противници на германското колониално управление в Източна Африка, през 1894 година е награден с орден Pour le Mérite.

### Експедиционна дейност в Африка (1893 – 1894)
През 1893 – 1894 година Шеле участва в германска военна експедиция, която достига северната част на езерото Малави (Няса) като се изкачва по река Киломбере (лява съставяща на Руфиджи) и пресича планината Ливингстън, разположена покрай североизточния бряг на езерото. На обратния път към Индийския океан експедицията пресича горните течения на река Рухуху (вливаща се в езерото Малави), река Лувегу (дясна съставяща на Руфиджи) и по река Матанду се спуска до пристанището Килва (9º ю.ш.). По този начин е запълнено последното „бяло петно“ от географската карта на Танзания и същевременно е окончателно утвърдено германското военно присъствия в страната.

### Следващи години (1895 – 1904)
След приключване на мандата му като генерал-губернатор през 1895 година Шеле се завръща в действащата армия и дослужва до чин генерал-лейтенант.
След дълго боледуване умира на 20 юли 1904 година в Берлин.